# Kevin Gadellaa
Kevin Gadellaa (Zaandijk, 8 april 2003) is een Nederlandse voetballer die als doelman onder contract staat bij FC Utrecht.

## Clubcarrière
Gadellaa maakte in 2012 de overstap van de Vleutense amateurclub PVCV naar de jeugdopleiding van PSV. Via de jeugd van Vitesse kwam hij in 2020 terecht in de jeugdopleiding van FC Utrecht. Een jaar later stroomde hij daar door naar de beloftenselectie. Op 10 december 2021 maakte Gadellaa bij afwezigheid van Fabian de Keijzer zijn competitiedebuut namens Jong FC Utrecht in een met 1–2 gewonnen uitwedstrijd bij VVV-Venlo. Twee maanden later tekende de doelman zijn eerste profcontract dat hem tot medio 2024 (inclusief optie voor een extra seizoen) aan de club verbond. In december 2023 verlengde hij zijn lopende contract tot en met het seizoen 2027 bij FC Utrecht.

## Clubstatistieken

### Beloften
| Seizoen                   | Club            | Competitie      | Competitie | Competitie | Overig | Overig | Totaal | Totaal |
| Seizoen                   | Club            | Competitie      | Wed.       | Dlp.       | Wed.   | Dlp.   | Wed.   | Dlp.   |
| ------------------------- | --------------- | --------------- | ---------- | ---------- | ------ | ------ | ------ | ------ |
| 2020/21                   | Jong FC Utrecht | Eerste divisie  | 0          | 0          | 0      | 0      | 0      | 0      |
| 2021/22                   | Jong FC Utrecht | Eerste divisie  | 7          | 0          | 0      | 0      | 7      | 0      |
| 2022/23                   | Jong FC Utrecht | Eerste divisie  | 10         | 0          | 0      | 0      | 10     | 0      |
| Carrière totaal           | Carrière totaal | Carrière totaal | 17         | 0          | 0      | 0      | 17     | 0      |
| Bijgewerkt op 17 mei 2023 |                 |                 |            |            |        |        |        |        |

### Senioren
| Seizoen                   | Club            | Competitie      | Competitie | Competitie | Beker | Beker | Europees | Europees | Overig | Overig | Totaal | Totaal |
| Seizoen                   | Club            | Competitie      | Wed.       | Dlp.       | Wed.  | Dlp.  | Wed.     | Dlp.     | Wed.   | Dlp.   | Wed.   | Dlp.   |
| ------------------------- | --------------- | --------------- | ---------- | ---------- | ----- | ----- | -------- | -------- | ------ | ------ | ------ | ------ |
| 2021/22                   | FC Utrecht      | Eredivisie      | 0          | 0          | 0     | 0     | –        | –        | 0      | 0      | 0      | 0      |
| 2022/23                   | FC Utrecht      | Eredivisie      | 0          | 0          | 0     | 0     | –        | –        | 0      | 0      | 0      | 0      |
| Carrière totaal           | Carrière totaal | Carrière totaal | 0          | 0          | 0     | 0     | –        | –        | 0      | 0      | 0      | 0      |
| Bijgewerkt op 17 mei 2023 |                 |                 |            |            |       |       |          |          |        |        |        |        |